# I. Liga 1931-1932
L'edizione 1931-32 della I. Liga vide la vittoria finale dell'Admira Vienna.
Capocannoniere del torneo fu Anton Schall dell'Admira Vienna con 22 reti.

## Classifica finale
|    | Classifica        | G  | V  | N | P  | GF | GS | Pt |
| -- | ----------------- | -- | -- | - | -- | -- | -- | -- |
| 1  | SK Admira Wien    | 22 | 14 | 5 | 3  | 58 | 26 | 33 |
| 2  | First Vienna FC   | 22 | 13 | 5 | 4  | 57 | 27 | 31 |
| 3  | SK Rapid Wien     | 22 | 15 | 1 | 6  | 70 | 39 | 31 |
| 4  | FK Austria Wien   | 22 | 13 | 3 | 6  | 64 | 39 | 29 |
| 5  | Wiener AC         | 22 | 9  | 6 | 7  | 45 | 40 | 24 |
| 6  | Wacker Vienna     | 22 | 7  | 7 | 8  | 32 | 42 | 21 |
| 7  | Brigittenauer AC  | 22 | 8  | 5 | 9  | 28 | 43 | 21 |
| 8  | Nicholson Vienna  | 22 | 6  | 7 | 9  | 36 | 43 | 19 |
| 9  | Wiener Sport-Club | 22 | 5  | 6 | 11 | 41 | 56 | 16 |
| 10 | Hakoah Vienna     | 22 | 4  | 7 | 11 | 26 | 62 | 15 |
| 11 | Floridsdorfer AC  | 22 | 5  | 3 | 14 | 44 | 56 | 13 |
| 12 | Slovan Vienna     | 22 | 3  | 5 | 14 | 20 | 48 | 11 |

## Verdetti
- Admira Vienna campione d'Austria 1931-1932.
- Admira Vienna e First Vienna ammesse alla Coppa dell'Europa Centrale 1932.
- Slovan Vienna retrocessa in II. Liga.